# Isabel Vallet i Sànchez
Isabel Vallet i Sànchez (Alzira, 19 de juliol de 1980) és una jurista i activista política valenciana, militant d'Endavant (OSAN). Va ser diputada del Parlament de Catalunya per la Candidatura d'Unitat Popular (CUP) en la desena legislatura, incorporant-s'hi el 4 de juny de 2013.
Natural de Benicull de Xúquer (Ribera Baixa), va néixer a Alzira el 19 de juliol de 1980. Obtingué el DEA de Dret després de llicenciar-s'hi i graduar-se en un màster de Dret penal i Gestió de l'Administració Pública a la Universitat Jaume I de Castelló de la Plana. És sòcia del Casal Popular de Castelló i de l'Ateneu Popular La Barraqueta de Gràcia. Ha format part del Secretariat Nacional de la CUP des del 18 de març de 2013 fins l'11 de juliol de 2015.
A les eleccions municipals de 2011 ocupà el quart lloc de la llista de la CUP-Alternativa per Barcelona, sense que la candidatura arribés a obtenir cap representant al consistori. A les eleccions al Parlament de Catalunya de 2012 se situà igualment quarta de la llista de la CUP-Alternativa d'Esquerres i exercí de portaveu de la formació política durant la campanya. El 25 de maig de 2013 la CUP anuncià oficialment que Vallet prendria el relleu a Georgina Rieradevall com a diputada al Parlament de Catalunya, en tant que fou la primera candidata de la llista de Barcelona sense aconseguir representació a l'hemicicle català a les eleccions de 2012. En el comunicat de la CUP s'exposaren com a motius de la substitució de Rieradevall que: «la dedicació que suposa la intensa tasca al Parlament de Catalunya per a un grup petit com la CUP-AE i la manera com vol afrontar la seva maternitat no li permeten d'exercir la seva tasca parlamentària amb la intensitat que ella desitjaria». A les eleccions municipals de 2015 se situà en quarantè lloc de la candidatura de la CUP-Capgirem Barcelona, amb l'objectiu de tancar la llista de Barcelona, juntament amb l'advocat August Gil Matamala i el periodista David Fernàndez, trenta-novè i quaranta-unè respectivament. També en les eleccions al Parlament de Catalunya de 2015 ocupà simbòlicament el penúltim lloc de la llista.
L'any 2013 participà, amb els juristes Benet Salellas, Jaume Asens i Gerard Pisarello, en la redacció del capítol «Mínim estat social, màxim estat penal» pel recull de lluites socials Perspectives, dedicant-se íntegrament a l'apartat «La cristal·lització de la repressió de baixa intensitat». L'any 2014 redactà el pròleg del llibre Conversa entre Pau Llonch i Josep Manel Busqueta. Fre d'emergència.